# بافل ميلينكوف
بافل ميلينكوف (بالروسية: vПавел Владимирович Мельников)‏ هو مجدف روسي، ولد في 8 أغسطس 1969 في نوفوتشركاسك في روسيا.

## وصلات خارجية
- بافل ميلينكوف على موقع الاتحاد الدولي للتجديف (الإنجليزية)
- بافل ميلينكوف على موقع اللجنة الأولمبية الدولية (الإنجليزية)
- بافل ميلينكوف على موقع أوليمبيديا (الإنجليزية)